# Heliconius faustina
Heliconius faustina är en fjärilsart som beskrevs av Otto Staudinger och George Schatz 1865. Heliconius faustina ingår i släktet Heliconius och familjen praktfjärilar. Inga underarter finns listade i Catalogue of Life.